# Cyanastraceae
Famille
Classification APG II (2003)
Classification APG III (2009)
La famille des Cyanastraceae regroupe des plantes monocotylédones. Selon Watson & Dallwitz elle comporte 6 espèces appartenant au genre Cyanastrum.
Ce sont des plantes vertes herbacées, pérennes, bulbeuses, principalement d'Afrique tropicale. 
En classification phylogénétique APG II (2003) et classification phylogénétique APG III (2009) cette famille n'existe pas. Le genre est inclus dans la famille Tecophilaeaceae.